# Iceland Defense Force
Pour les articles homonymes, voir IDF.

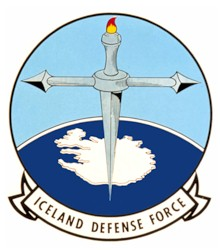
Emblème de l'Iceland Defense Force.

L'Iceland Defense Force (IDF) est un commandement militaire des forces armées des États-Unis existant de 1951 à 2006 et voué à la protection militaire de l'Islande par les États-Unis.